# Административно деление на Ангола
Ангола е разделена на 18 провинции:
1. Бенго
2. Бенгела
3. Бие
4. Кабинда
5. Куандо Кубанго
6. Куанза Норте
7. Куанза Сул
8. Кунене
9. Уамбо
10. Уила
11. Луанда
12. Лунда Норте
13. Лунда Сул
14. Маланже
15. Мошико
16. Намибе
17. Уиже
18. Зайре